# Paspalum pallens
Paspalum pallens är en gräsart som beskrevs av Jason Richard Swallen. Paspalum pallens ingår i släktet tvillinghirser, och familjen gräs. Inga underarter finns listade i Catalogue of Life.